# Tingvejen (Grindsted)
 Tingvejen  er en to sporet omfartsvej der går syd om Grindsted. Vejen er en del af primærrute 30 der går imellem Esbjerg og Horsens, primærrute 28 mellem Lemvig og Fredericia, samt sekundærrute 487 mellem Varde og Give.
Den er med til at lede trafikken der skal mod Esbjerg, eller Billund, uden om Grindsted, så byen ikke bliver belastet af for meget trafik.
Vejen forbinder Tingvejen i syd med Tingvejen i nord, og har forbindelse til Vejle Landevej, Ribe Landevej og Søndre Ringvej.